# Der Vampyr

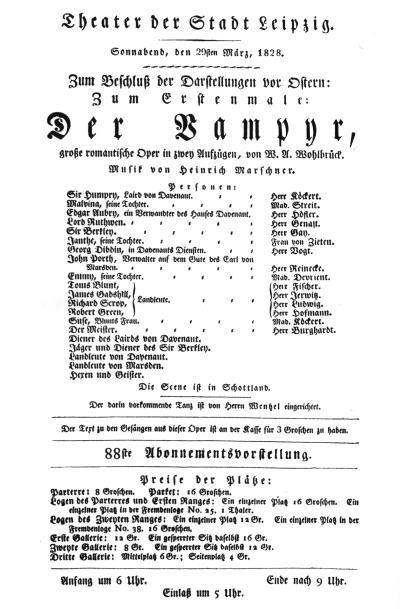
Affiche voor de première in Leipzig op 29 maart 1828

Der Vampyr (De vampier) is een romantische opera in twee bedrijven van Heinrich Marschner, die op 29 maart 1828 in het Theater der Stadt Leipzig in première ging. Het libretto is van Marschners zwager Wilhelm August Wohlbrück. Hij baseerde het op het toneelstuk Der Vampir oder die Totenbraut uit 1821 van Heinrich Ludwig Ritter, dat zelf gebaseerd is op de novelle The vampyre van John Polidori uit 1819.

## Inhoud

### Eerste bedrijf
Scène 1
Tijdens een heksensabbat verleent de vampiermeester aan Lord Ruthven nog een korte tijd op aarde, maar daarvoor moet hij binnen vierentwintig uur drie maagdelijke bruiden leveren. De klok slaat één en Ruthvens eerste slachtoffer, Janthe, arriveert voor hun verboden ontmoeting. Haar vader, Berkley, die haar heeft verboden met Ruthven om te gaan, heeft ontdekt dat ze weg is en is samen met zijn mannen naar haar op zoek. Ruthven heeft haar een grot binnengevoerd. Op haar geschreeuw snellen de mannen toe. In de grot ontdekt men de vampier en de dode Janthe. Berkley steekt Ruthven neer en laat hem voor dood achter. Lord Aubry herkent de vampier, die zijn leven eens gered heeft. Ruthven zegt hem zijn lichaam in het maanlicht te leggen. Aubry is geschokt als hij ontdekt wat Ruthven eigenlijk is, maar hij moet zweren er niet over te praten, anders zal hij zelf in een vampier veranderen.
Scène 2
De volgende morgen krijgt de achttienjarige Malwina van haar vader Davenaut te horen dat zij met de graaf van Marsden moet trouwen. Zij is echter verliefd op Aubry. Als Aubry in de graaf Ruthven herkent, wordt hem verteld dat hij Ruthvens broer is, die lang in het buitenland is geweest. Aubry herkent een wond die bewijst dat de graaf werkelijk Ruthven is. Als hij op het punt staat dit bekend te maken herinnert Ruthven hem aan zijn eed.

### Tweede bedrijf
Scène 1
Nabij Marsden Castle wacht Emmy op haar aanstaande echtgenoot George. Het nieuws over Janthes dood komt door en Emmy denkt aan de legende van de vampier. Dan komt Ruthven en maakt met zijn grandeur indruk op de dorpelingen. Hij flirt met Emmy totdat hij onderbroken wordt door George. Hij vertrekt, maar hij ontlokt Emmy wel nog de belofte later met hem te dansen.
Scène 2
Aubry probeert Ruthven te overreden zijn claim op Malwina op te geven, maar hij wordt weer aan zijn eed en de gevolgen ervan herinnerd.
Scène 3
Aubry wordt verscheurd door zijn tweestrijd: moet hij zijn eed breken en Malwina redden, of zwijgen en haar verliezen aan de vampier. George vraagt Aubry zijn invloed aan te wenden om "Marsden" te laten stoppen met het verleiden van Emmy. Aubry waarschuwt George dat hij Emmy niet uit het oog mag laten, maar ze is al door Ruthven het bos ingevoerd.
Scène 4
Buiten de herberg bezingen Blunt, Gadshill, Scrop en Green het plezier van het drinken. Blunts vrouw, Suse, berispt hen, tot groot vermaak van de toeschouwers, maar dan arriveert een ontdane George, die vertelt hoe hij Emmy en "Marsden" gevolgd was, en hem uiteindelijk vond, gebogen over Emmy's lijk. Hij heeft de graaf direct neergeschoten en hem stervend achtergelaten in het maanlicht.
Scène 5
In Davenauts kasteel moet Malwina voor middernacht met Ruthven trouwen. Aubry waarschuwt haar dat ze in gevaar is en ze vraagt God om bescherming. De bruiloftsgasten arriveren, gevolgd door Ruthven, die zich verontschuldigt voor zijn laatkomen. Malwina en Aubry doen een laatste beroep op Davenaut, die Aubry buiten de deur zet en beveelt door te gaan met de trouwerij. Een onweer nadert en Aubry heeft besloten Ruthvens geheim te onthullen, ongeacht de consequenties. Dan slaat de klok en Ruthven is te laat. Een bliksemschicht stuurt hem terug naar de hel. Davenaut vraagt Malwina om vergeving en stemt toe in een huwelijk met Aubry.